# Новый Каинлык
Новый Каинлык (баш. Яңы Ҡайынлыҡ) — село в Краснокамском районе Республики Башкортостан Российской Федерации.  Административный центр Новокаинлыковского сельсовета.

## История
Село было основано в середине XIX века башкирами деревни Каинлык (Старый Каинлык) Гарейской волости Бирского уезда Оренбургской губернии на собственных вотчинных землях.

## География
Находится на реке Гнилой Танып. 

### Географическое положение
Расстояние до:
- районного центра (Николо-Берёзовка): 50 км,
- ближайшей ж/д станции (Нефтекамск): 43 км.

## История
До упразднения уездно-губернского деления - волостной центр Каинлыковской волости.

## Население
| 2002 | 2009 | 2010 |
| ---- | ---- | ---- |
| 576  | ↗617 | ↘615 |

Национальный состав

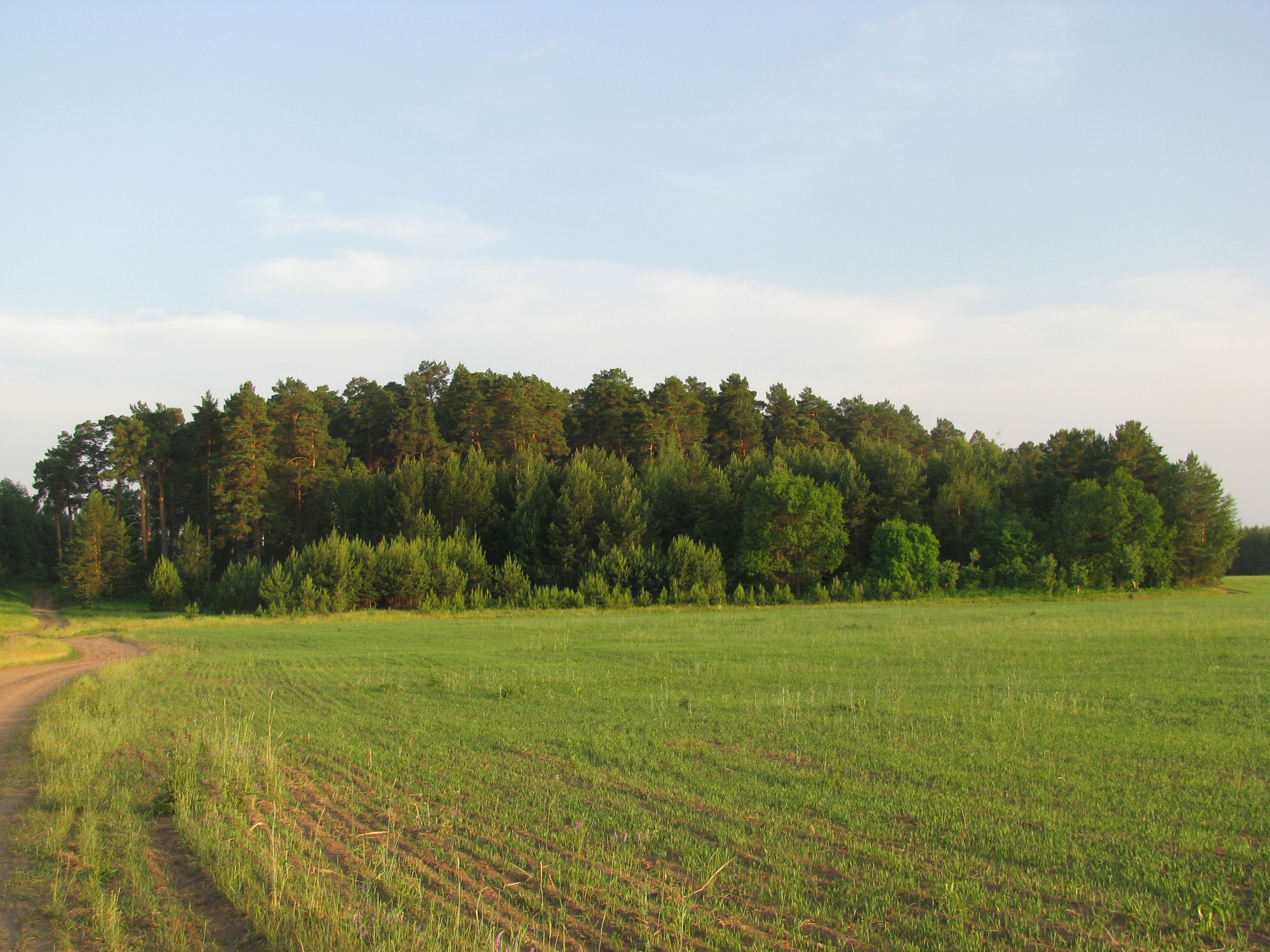
Сосновый бор возле деревни

Согласно переписи 2002 года, преобладающая национальность — башкиры (87 %).

## Известные уроженцы
- Сулейманов, Шариф Сулейманович (13 октября 1920 — 12 февраля 1994) — командир истребительно-противотанкового артиллерийского полка, министр финансов Башкирской АССР (1971 — 1988), Герой Советского Союза[5][6].

## Достопримечательности
- Памятник Сулейманову Шарифу Сулеймановичу.

## Инфраструктура
Личное подсобное хозяйство с зоной сельскохозяйственного использования, индивидуальная застройка усадебного типа.
Основа экономики — сельское хозяйство.
Отделение почтовой связи Новый Каинлык 452945. Ново-Кайнлыковский фельдшерско-акушерский пункт.